# Sarracenia minor
Espèce
Classification phylogénétique
Répartition géographique
Statut de conservation UICN

 LC  : Préoccupation mineure
Statut CITES
Sarracenia minor est une espèce de plantes à fleurs de la famille des Sarraceniaceae. C'est une plante carnivore dont la répartition naturelle s’étend de la plaine côtière du sud-est de la Caroline du Nord à la péninsule et à la moitié sud de la Floride. On a récemment trouvé des populations dans le comté d’Okeechobee, ce qui fait de Sarracenia minor le membre du genre Sarracenia qui pousse le plus au sud.
Introduite en France en 1803, la plante fut décrite par Walter en 1788. L'épithète spécifique minor vient du latin et signifie « plus petit, moindre », allusion à la petite taille de la plante.

## Description
Plante vivace, terrestre, rhizomateuse, herbacée, dont il existe plusieurs formes et variétés. Sa taille varie entre 25 et 50 cm.
Feuilles : Elles sont radicales vertes, taches blanches translucides sur la partie supérieure des urnes. Les proies sont piégées par les urnes.
Sarracenia minor est un sarracénie curieux et étendu. Les urnes insolites de Sarracenia minor ont presque l’apparence d’un moine. Le système de capture des proies est assez unique. Lorsque les insectes sont guidés jusqu’à la lèvre de la bouche par les traces de nectar, ils se trouvent dans un emplacement assez sombre en raison du capuchon qui les surplombe.
Les proies rampantes sont encouragées à entrer dans les parties les plus éclairées du piège, là où le soleil brille à travers les fenêtres. Les insectes volants sont trompés et croient que les fenêtres sont des issues. Les proies rampantes ne trouvent pas de prise sur l’intérieur cireux du capuchon, alors que les proies volantes foncent dans les fenêtres pour avoir une stupéfiante surprise.
Toutes tombent désespérément dans le tube qui se rétrécit et dans les jus digestifs qui se trouvent en dessous. A l’état sauvage, les sarracenia minor semblent très attirants pour les fourmis, bien qu’elle attire et mange également une large gamme d’insectes volants.
Les tubes sont lisses avec une aile large sur la partie frontale. L’opercule de l’urne forme une canopée sur la bouche. Dans la partie supérieure du dos de l’urne se trouvent plusieurs fenêtres translucides.
Les urnes sont généralement vertes avec une coloration rouge cuivrée dans la partie supérieure lorsque les plantes sont cultivées en plein soleil.
Les sarracenia minor sont légèrement variables sur leur étendue. Certaines populations possèdent des urnes fines et dures, alors que d’autres peuvent être dodues et molles.
Fleurs : Elles sont de taille moyenne et elles sont d’un beau jaune beurré. Uniques parmi les Sarracenia, les fleurs printanières s’ouvrent souvent simultanément avec les premières feuilles de la saison.
Les fleurs apparaissent de la fin mars à la mi-mai. Elles sont inodores. Plus d'une centaine de graines sont produites par une capsule. La récolte s'effectue à la fin septembre début octobre.

## Culture
Sa culture est identique aux autres sarracénias à quelques détails près. Le rhizome semble apprécier d'être enterré contrairement aux autres sarracenias. Cette particularité permet aussi de la multiplier facilement en faisant de petites entailles sur le rhizome.
On obtient alors de nouvelles petites plantes assez rapidement. Les nouvelles feuilles d'une saison à l'autre partent toujours d'un nouveau point du rhizome et pas à la suite des anciennes. Cela explique sans doute cette facilité à faire de nouvelles plantules à partir d'une simple entaille recouverte de sphaigne.
Après quelques années de culture il apparaît qu'elle aime avoir beaucoup plus d'eau que la plupart des autres sarracénias.

### Substrat
70 % de tourbe blonde + 10 % de sable + 10 % de vermiculite + 10 % de perlite.

### Température
Entre 5 et 15 °C l'hiver et de 20 à 40 °C l'été. On peut l'installer en tourbière extérieure, car elle résiste à des températures de -12 °C.

### Arrosage
Maintenir le sol humide toute l’année au moyen de la présence d’une soucoupe sous le pot, réduire en hiver.

### Exposition
Le plein soleil lui convient parfaitement.

### Parasites et maladies
Puceron, cochenille, botrytis

## Multiplication
Par semis : Des graines peuvent mettre une année pour germer. Des graines fraîchement récoltées (septembre) et semées aussitôt en mini-serre germent dès le printemps. Un semis sur coton humide et tenu au chaud demande environ un mois. La transplantation à partir de culture sur coton exige quelques précautions afin de ne pas casser les radicelles.

## Observations
Dans la majeure partie de son étendue les feuilles avoisinent les 30 cm de haut.
Les plantes des marais Okefenokee, au sud de la Géorgie, font exception. Là, poussant souvent sur des tapis flottants de sphaigne, les plantes peuvent atteindre une taille étonnante de 90 à 120 cm de haut.